# Museumsspinnerei Neuthal

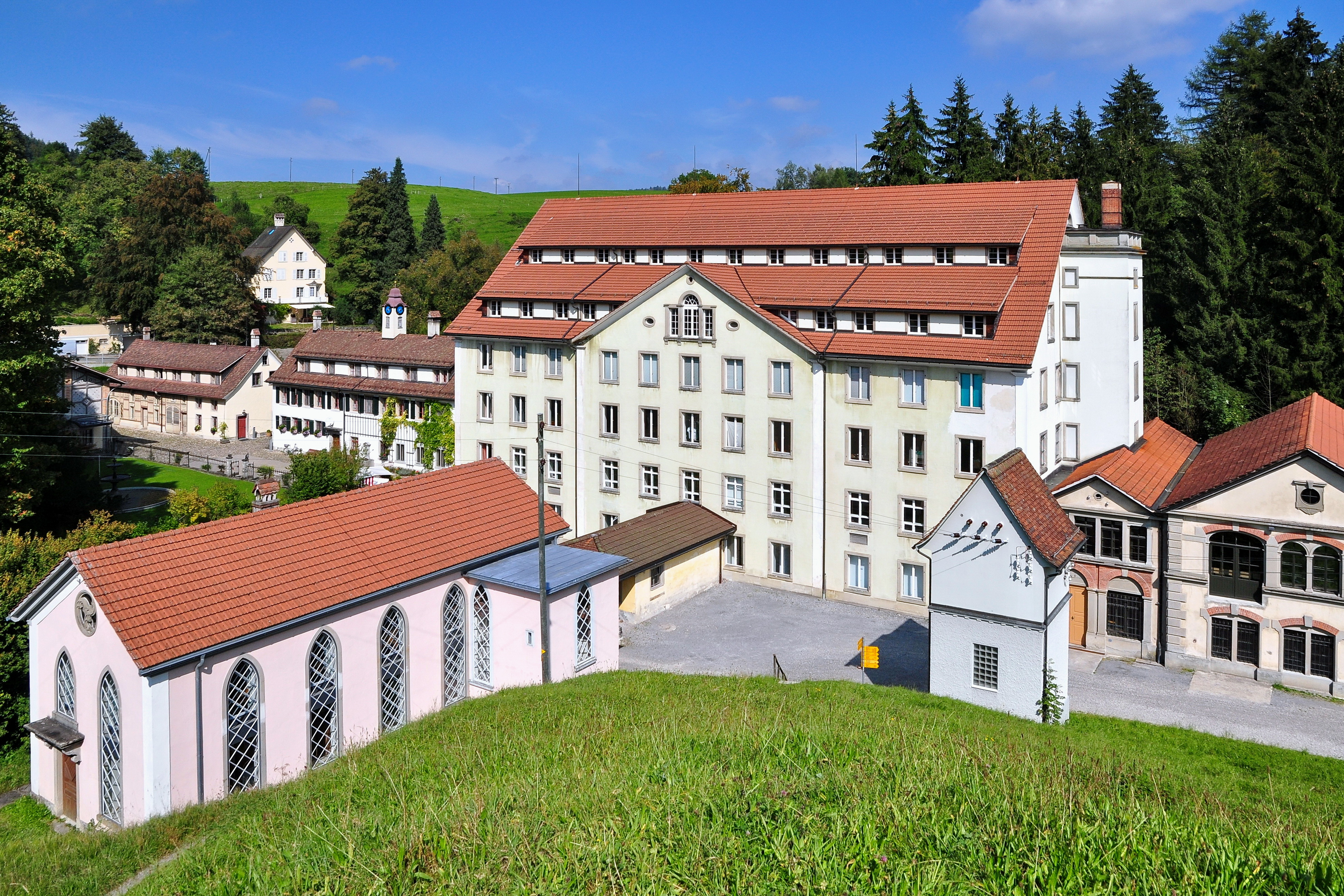
Bäretswil – Ehemalige Baumwollspinnerei, Neuthal

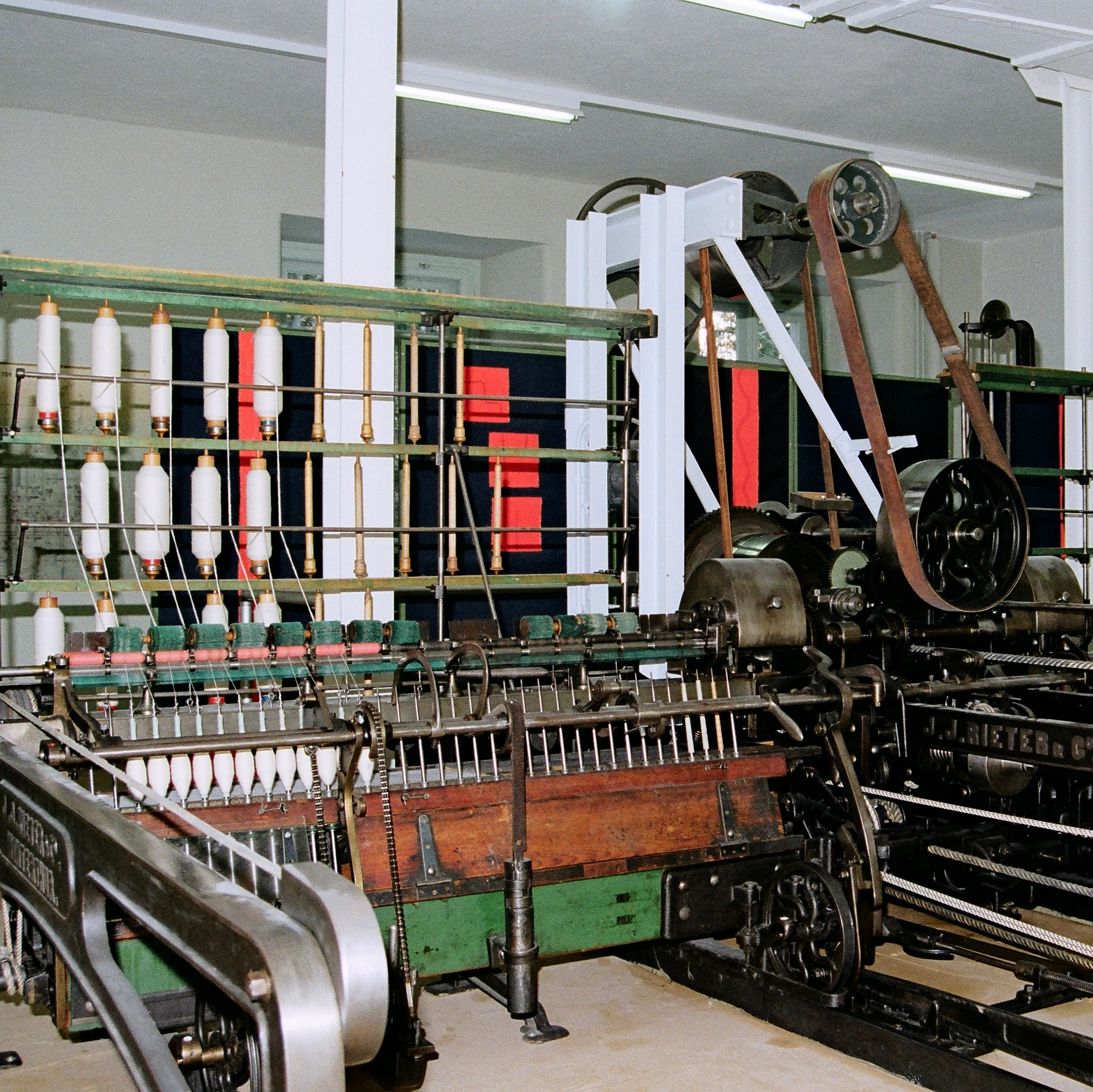
Spinnmaschine Selfaktor

Die Museumsspinnerei Neuthal ist eine Zürcher Gedächtnisinstitution und Teil des Museum Neuthal Textil- und Industriekultur. Sie befindet sich im Weiler Neuthal in Bäretswil, Kanton Zürich,  
Die Spinnerei zeigt seit 1993 die Herstellung von Baumwollgarn auf gut erhaltenen und gewarteten Spinnmaschinen aus dem 19. und 20. Jahrhundert. 
Die Museumsspinnerei wurde 2018 mit dem Bereich Wasserkraft, Weben und Sticken zusammengeführt. Das Museum heisst seitdem Museum Neuthal Textil- und Industriekultur.